# Beckov
Beckov je naseljeno mjesto u okrugu Nové Mesto nad Váhom u  Trenčínskom kraju u Slovačkoj.

## Stanovništvo
| Godina:     | 1993. | 2003.   | 2013.   | 2023.   |
| ----------- | ----- | ------- | ------- | ------- |
| Broj ljudi: | 1369  | 1367    | 1343    | 1466    |
| Razlika:    |       | -0,14 % | -1,75 % | +9,15 % |

| Godina:     | 2022. | 2023.   |
| ----------- | ----- | ------- |
| Broj ljudi: | 1473  | 1466    |
| Razlika:    |       | -0,47 % |

Prema podacima o broju stanovnika iz 2023. godine naselje je imalo 1466 stanovnika.

## Vanjske poveznice
|  | Zajednički poslužitelj ima još gradiva o temi Beckov |

- Službena stranica naselja (sl.)